# شعر (أدب)
يصعب تعريف الشِعر بطريقة تشمل أنواعه في مختلف اللغات، لكن هناك عدد من التعريفات التي قد تعطي معنى متكاملاً عن ماهية الشعر. عُرّف الشعر بأنه كلام موزون مقفىّ (للشعر العربي)، دالٌ على معنى، ويكون أكثر من بيت، ويشمل هذا التعريف النظم. وقال بعضهم: هو الكلام الذي قصد إلى وزنه وتقفيته قصداً أولياً، فأما ما جاء عفو الخاطر من كلام لم يقصد به الشعر فلا يقال له شعر، وإن كان موزونا. وقد عرفه ابن خلدون بأنه: «هو الكلام البليغ المبني على الاستعارة والأوصاف، المفصل بأجزاء متفقة في الوزن والروي، مستقل كل جزء منها في غرضه ومقصده عما قبله وبعده، الجاري على أساليب العرب المخصوصة به». الشعر: هو شكل من أشكال الفن الأدبي في اللغة التي تستخدم الجمالية والصفات بالإضافة إلى أو بدلاً من معنى الموضوع الواضح. قد تكون كتابة الشعر بشكل مستقل، وقصائد متميزة، أو قد تحدث جنبا إلى جنب مع الفنون الأخرى، كما في الدراما الشعرية، التراتيل، النصوص الشعرية، أو شعر النثر. أما من الناحية المعنوية فإن الشعر هو العِلم.

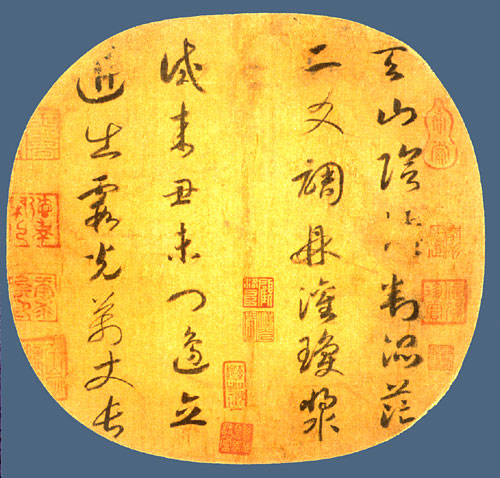
شعر صيني مخطوط على مروحة من الحرير.

## مقتطفات من بعض الشعراء
هناك بعض الأبيات في دواوين الشعراء، تتبلور حول أشياء معينة، كالآتي:
 - أحمد شوقي.
 - أحمد شوقي.
 - أبو الطيب المتنبي.
 - أبو الطيب المتنبي.
 - أحمد شوقي.
 - أحمد شوقي.
- أحمد شوقي.
 - حافظ إبراهيم.
 - الإمام الشافعي.
 - إيليا أبو ماضي.

## مكونات الشعر العربي

### القصيدة
هي مجموعة أبيات من بحر واحد متفقة في الحرف الأخير بالفصحى وفي الحرف الأخير وما قبله بحرف أو حرفين أو يزيد في الشعر النبطي، وفي عدد التفعيلات (أي الأجزاء الّتي يتكون منها البيت الشعري) وأقلّها ستة أبيات وقيل سبعة وما دون ذلك يسمّى (قطعه).

### القافية
هي آخر ما يعلق في الذهن من بيت الشعر أو بعبارة أخرى الكلمة الأخيرة في البيت الشعري.

### البحر
هو النظام الإيقاعي للتفعيلات المكررة بوجه شعري. وفي الشعر النبطي يعرف بالطرق أمّا الطاروق فيعني اللحن لديهم ويطلق تجاوزا على البيت الكامل وبحره ولحنه.

#### الفرق بين البحر والوزن
البحر يتجزأ إلى عدّة أجزاء من الوزن الشعري كلّ جزء يمثّل وزنا مستقلا بذاته حيث التام وهو ماستوفى تفعيلات بحره والمجزوء هو ما سقط نصفه وبقي نصفه الآخر، والمنهوك هو ماحذف ثلثاه وبقي ثلثه أي لا يستعمل إلاّ على تفعيلتين اثنتين.

## أنواع الشعر العربي

### الشعر العمودي
هو أساس الشعر العربي وجذوره وأصل كل أنواع الشعر التي أتت بعده. يتميز الشعر العربي بتكونه من مجموعة أبيات يتألف كل منها من مقطعين يدعى أولهما الصدر وثانيهما العجز. الشعر العمودي يخضع في كتابته لقواعد الخليل ابن أحمد الفراهيدي وهذه القواعد تدعى علم العروض وهو علم يهتم بوزن الشعر وقافيته بشكل يعطيه الجزالة ويحببه إلى الأذن ويحافظ له على أصالته وهو نوع من الشعر عبارة عن القول الجميل مقفى موزون يعبر عن اللب أوتوماتي الصدر ويؤثر في السامع بالإيقاع والمعاني والصور والأخيلة وهو يقوم بعد النية والقصد على أربعة أسس هي اللفظ والوزن والمعنى والقافية القصيدة العمودية هي شعر عمودي مقفى تكتب بالعربية الفصحى وتعدّ من أرقى أنواع الغناء العربي، وتغنى ملحنة أو مرتجلة فإن كانت ملحنة فيجب أن تكون هناك لوازم موسيقية تتخلل أبياتها، وإيقاع محدد يناسب الوزن الشعري وأما إذا كانت مرتجلة فتعتمد على مقدرة المغني أولا وأخيرا وعلى حسن تصرفه في المقام.

## الرباعيات الشعرية
هي أشعار من الشعر العربي والعامي الحديث تتصف بوجود أربع أسطر من الشعر تقدم فكرة بسيطة ومن الشعراء الذين كتبوا في هذا الأسلوب الشعري عمر الخيام في رباعيات الخيام والشاعر صلاح جاهين.

### الشعر الحر
هي طريقة من التعبير عن نفسية الإنسان المعاصر، وقضاياه ونزوعاته، وطموحه، وآماله، وقد ظهرت لعوامل متعددة منها الرد على المدرسة الابتداعية «الرومانسية» الممعنة في الهروب من الواقع إلى الطبيعة وإلى عوالم مثالية، ظهر سنة 1948 على يد شاعرين وهما «بدر شاكر السياب» و«نازك الملائكة»، وقد تحرر من نظام الشطرين ووحدة الوزن والروي والقافية.

## مميزات الشعر العربي
1. الوزن: فلو لم يكن موزونا لما جازت تسميته شعرا.
2. يعتمد التفعيلة وحدة للوزن الموسيقي، ولكنه لا يتقيد بعدد ثابت من التفعيلات في أبيات القصيدة.
3. أنه يقبل التدوير: بمعنى أنه قد يأتي جزء من التفعيلة في آخر البيت، ويأتي جزء منها في بداية البيت التالي.
4. الالتزام بالقافية: إذ تعطيه الجرس الموسيقي العذب.
5. استعمال الصور الشعرية التي تعمق التأثير بالفكرة التي يطرحها الشاعر.
6. اللجوء إلى الرمزية التي يموه بها الشاعر على مشاعره الخاصة أو ميوله السياسية. وقد يصعب على القارئ إدراك المقصود من القصيدة.